# 中捷机床
中捷机床有限公司
专门生产镗铣床等金属切削机床的一家公司。隶属于沈阳机床集团的沈阳机床股份有限公司。厂址位于辽宁省沈阳市经济技术开发区开发大路17甲1号。现任总经理为贺鑫元。

## 历史沿革
1933年建立，一部分为日本满洲工作机械株式会社。厂址位于今沈阳市大东区珠林路25号。厂北门外有东北讲武堂。主要生产和维修枪炮。
在二战时曾有奉天战俘营的美国等外国战俘在此工作
二战后工厂收归国有，原奉天战俘营改为工厂宿舍的一部分。中共控制东北后定名为东北机器五厂，后改名为沈阳第二机床厂。一五计划156项重点建设项目之一。
1960年5月4日庆祝捷克斯洛伐克解放15周年前夕，被国家命名为中捷人民友谊厂。80年代改名为中捷友谊厂，1995年，中捷友谊厂与沈阳第一机床厂、沈阳第三机床厂共同组建沈阳机床股份有限公司。
1997年，中捷友谊厂重组，分为中捷机床有限公司、中捷摇臂钻床厂、中捷轻型摇钻厂、中捷动力公司等。重组后，中捷机床有限公司主营卧式镗铣床和数控卧式镗铣床，一般称“镗床”或“中捷”；中捷摇臂钻床厂主营摇臂钻床，大型摇臂钻床和立式铣钻床，一般称“摇钻”；中捷轻型摇钻厂主营小型摇臂钻床，并且同中捷动力公司通过转制，与沈阳机床集团脱离的隶属关系。同时企业也通过转制等方式剥离了包括附属医院、附属学校、附属幼儿园、附属电影院在内的很多部门，工人退休金也转为社会统筹养老保险。
2001年，齿轮车间从厂部剥离，与沈阳机床集团内其他公司的齿轮车间整合成立齿轮分厂。
2003年，铸造车间从厂部剥离，与沈阳机床集团内其余公司的铸造车间整合为铸造公司，后通过引入民间资本于辽中建立隶属于沈阳机床集团的银丰铸造公司。
2007年，沈阳机床集团经过搬迁重组，迁至现址。原中捷机床有限公司和中捷摇臂钻床厂重组为B1、B2、B3、B4、B5五个事业部。
其中：
- B1事业部名为中捷机床有限公司，主营卧式加工中心、小龙门式铣镗床；
- B2事业部名为中捷大型数控铣镗床事业部，主营大龙门式铣镗加工中心和数控落地式铣镗床；
- B3事业部名为中捷立式加工中心事业部，主营小型立式加工中心；
- B4事业部名为中捷镗床事业部，主营普通卧式镗床；
- B5事业部名为中捷摇臂钻事业部，主营普通镗床。

2008年沈阳机床集团的原董事长陈惠仁离任后，曾任中捷友谊厂厂长、时任沈阳机床集团总经理的关锡友继任，关锡友接任以后又对沈阳机床股份有限公司内的企业进行了搬迁以后的第二次重组。
其中：
- B1、B2事业部合并，改名为中捷机床有限公司主营数控卧式、龙门式、落地式镗铣床；
- B3事业部不变；
- B4、B5事业部合并，改名为中捷钻镗床厂。

## 产品历史
1950年代，生产了中国第一台卧式铣镗床和中国第一台摇臂钻床。
1980年代，为沈阳造币厂制作了5分钱硬币加工所用的一台专用机床。
1999年，为上海磁悬浮项目生产了一套磁悬浮轨道梁加工专机。
2004年左右为某中国电视企业生产过中国第一台屏压机。

## 目前产品
目前的产品分为三大系列，分别为龙门式、卧式、落地式铣镗床／加工中心。

### 龙门式
因很多产品是由原中捷机床有限公司和中捷摇臂钻床厂两家公司分别开发的，所以目前分两大系列，互有所长，即TH/THA系列和GMB/GMD系列。
TH系列由原中捷机床有限公司于2004年开发，代表型号为TH57200X400；THA系列2005年开发，代表型号为THA57400X800。
GMB/GMD系列由中捷摇臂钻床厂开发，代表型号有GMB200X40和GMB400X60/1等。
因两公司研发路线不同，其中中捷机床有限公司引进日本技术，主要变速等机构均为自己生产以降低成本。而中捷摇臂钻床厂则主要倾向大部分部件通过外购，以提高生产速度。
在2007年合并后，通过部分与集团所属德国公司的联合设计，开发了R3系列产品。R3系列产品延续了TH/THA系列的风格，部件大多自己生产，同时迎合了用户对更大尺寸和功率的要求。

### 卧式
卧式产品主要有高速型和刨台式两种。高速型一般工作台尺寸在500mmX500mm—1000mmX1000mm之间，带交换工作台，也可以组成柔性线，以高速加工箱体为主；刨台式能与落地式共享很多组件，能解决一些较特殊的加工方案。

### 落地式
落地式产品附件比较齐全，被加工零件尺寸可以较大，适合重型机械公司使用。
三大系列产品中也各有5轴产品，以满足高端用户的需求。

## 历史地位
中捷机床有限公司的前身，曾在中华人民共和国建国初期被称为机械工业部机床制造业“十八罗汉”。
中国钻镗床研究所设立在此公司。

## 著名人物
邹家华1955年－1964年曾在此工作

## 外部网站
- https://web.archive.org/web/20170606093743/http://www.smtcl.com/ 中捷机床公司的母公司沈阳机床集团